# Den Nye By
Den Nye By er poprockbandet The Dreams' debutalbum, der blev udgivet 8. februar 2008. 
Udgivet af Apache Records og indspillet i Chiefment Studio. Produceret af Chief 1. 

## Den Nye By
1. "Det fortabte slæng"
2. "La' mig være"
3. "Backstabber"
4. "Ingen kan erstatte dig"
5. "Verden vil bedrages"
6. "22 (Den Nye By)"
7. "Alda"
8. "Himlen falder/helvede kalder"
9. "Glem & start igen"
10. "The rise and fall of du & jeg"
11. "Efterspil"